# Wilcza Góra (Mazovie)
Pour les articles homonymes, voir Wilcza Góra.
Wilcza Góra (prononciation : [ˈvilt͡ʂa ˈɡura]) est un village polonais de la gmina de Lesznowola dans le powiat de Piaseczno de la voïvodie de Mazovie dans le centre-est de la Pologne.
Le village compte approximativement une population de 421 habitants en 2010.

## Histoire
De 1975 à 1998, le village appartenait administrativement à la voïvodie de Varsovie.